# Anyák gyöngye
Az Anyák gyöngye (eredeti cím: Mom) 2013 és 2021 között futott amerikai szitkom televíziós sorozat, ami 2013. szeptember 23-án debütált a CBS-en. A sorozatot  Chuck Lorre, Eddie Gorodetsky és Gemma Baker alkotta, a Warner Bros. Television forgalmazza. Főszerepben Anna Faris és Allison Janney látható.  Sadie Calvano, Blake Garrett Rosenthal, Matt L. Jones, Spencer Daniels, Nate Corddry, French Stewart, William Fichtner, Beth Hall, Jaime Pressly és Mimi Kennedy is szerepelnek a sorozatban.
A sorozat több pozitív kritikát kapott, mióta bemutatták. Janney-t és Faris-t dicsérettel illették színészi teljesítményük miatt, előbbi Primetime Emmy Award díjat kapott 2014-ben és 2015-ben. A sorozat eddig több Critics' Choice Television Awards és People's Choice Awards jelölést kapott.
A CBS berendelte a sorozat harmadik szezonját, melynek évadnyitója 2015. november 5-én volt. 2016. március 5-én berendelték a sorozat negyedik évadát is, melynek premierje 2016. október 27-én volt.

## Ismertető
Az Anyák gyöngye a főszereplő, Christy Plunkett (Anna Faris) életét mutatja be, aki miután legyőzte drog- és alkoholfüggőségét, elhatározza, hogy újrakezdi életét Napa megyében (Kalifornia) pincérnőként, és gyűlésekre jár, ahol volt alkohol- és drogfüggők mesélnek tapasztalataikról. Anyukája,  Bonnie Plunkett (Allison Janney) szintén függő volt. Christy lánya, Violet (Sadie Calvano), aki akkor született, mikor Christy még csak 16 éves volt, szintén anya lett barátja, Luke által. Christy-nek van még egy gyermeke, Roscoe (Blake Garrett Rosenthal). A sorozat több komoly témával foglalkozik, mint az alkoholizmus, tinédzser terhesség, rák, otthontalanság, halál, drogfüggőség, családon belüli erőszak.

## Főszereplők
- Anna Faris, Zakariás Éva mint Christy Plunkett: egyedülálló anyuka, aki egy éve számolt le függőségeivel. Igyekszik jó példát mutatni fiának, Roscoe-nak, és visszanyerni lánya, Violet bizalmát. Ezenkívül próbál jó kapcsolatot ápolni anyjával, Bonnie-val. Christy később megtudja, hogy apja elhagyta őket születése előtt, jelenleg pedig kétgyermekes apuka.
- Allison Janney, Molnár Zsuzsa mint Bonnie Plunkett: Christy anyja. Próbálja visszanyerni lánya bizalmát. Egyedülálló anya, aki régebben jobban szerette, ha kirúghat a hámból, ahelyett, hogy otthon maradna. Idővel Bonnie megtalálta az egyensúlyt, és már készen áll arra, hogy felfedje Christy előtt a múltját.
- Sadie Calvano, Hermann Lilla mint Violet Plunkett: Christy lánya és Roscoe nővére. Violet szorgalmas, okos és magabiztos. Miután gyermeket vár, Violet elhatározta, hogy nem tartja meg gyermekét, mert nem szeretné, ha arra a sorsra jutna, mint ő, az anyukája vagy a nagymamája.
- Nate Corddry, Moser Károly mint Gabriel (1-2. évad): annak az étteremnek a vezetője, ahol Christy dolgozik.
- Matt L. Jones, Varga Rókus mint Baxter: Christy exférje és Roscoe apja. Képtelen elkötelezni magát egy hosszú kapcsolatra vagy állandó állást szerezni, ami egy hónapnál tovább tart. Egyszerű életet él. Minden rossz tulajdonság ellenére egy szerető apa, aki törődik a fiával.
- French Stewart mint Rudy séf (1-3. évad): ugyanabban az étteremben dolgozik, ahol Christy.
- Spencer Daniels mint Luke (1-2. évad; vendégszereplőː 4. évad): fiatal gimnazista, aki a mának él. Sokáig randizott Violettel, majd teherbe ejtette.
- Blake Garrett Rosenthal mint Roscoe: Christy fia és Violet féltestvére. Felnéz apjára, annak ellenére, hogy nem mutat túl jó példát.
- Mimi Kennedy, Zsurzs Kati mint Marjorie Armstrong (visszatérőː 1. évad; főszereplőː 2. évadtól):[5] Bonnie egyik régebbi ismerőse, aki az AA-n találkozik Christy-vel, és barátokká válnak. Korábban több problémája volt az alkohollal és a droggal, most egy komolyabb betegséggel néz szembe, ugyanis mellrákot diagnosztizáltak nála.
- Jaime Pressly, Solecki Janka mint Jill Kendall (visszatérőː 2. évad; főszereplőː 3. évadtól):[6] Új AA tag, akit Christy támogat.
- Beth Hall mint Wendy Harris (visszatérőː 2. évad; főszereplőː 3. évadtól):[7] Ugyanarra a gyűlésre jár, ahová Christy. Ápolónőként dolgozik.
- William Fichtner, Epres Attila mint Adam Janakowski (visszatérőː 3. évad; főszereplőː 4. évadtól):[8] Bonnie szeretője.
- Nick Zano mint David, a drogos és alkoholista filozófusból lett tűzoltó, Christy szeretője (vendégszereplő, 1. évad, 16–17 epizód)

## Epizódok
| Évad | Évad | Részek száma | Részek száma | Eredeti sugárzás     | Eredeti sugárzás  | Eredeti adó | Magyar sugárzás      | Magyar sugárzás      | Magyar adó |
| Évad | Évad | Részek száma | Részek száma | Évadbemutató         | Évadzáró          | Eredeti adó | Évadbemutató         | Évadzáró             | Magyar adó |
| ---- | ---- | ------------ | ------------ | -------------------- | ----------------- | ----------- | -------------------- | -------------------- | ---------- |
|      | 1.   | 22           | 22           | 2013. szeptember 23. | 2014. április 14. | CBS         | 2016. október 24.    | 2016. november 24.   | RTL II     |
|      | 2.   | 22           | 22           | 2014. október 30.    | 2015. április 30. | CBS         | 2016. november 25.   | 2016. december 29.   | RTL II     |
|      | 3.   | 22           | 22           | 2015. november 5.    | 2016. május 19.   | CBS         | 2017. augusztus 15.  | 2017. szeptember 13. | RTL II     |
|      | 4.   | 22           | 22           | 2016. október 27.    | 2017. május 11.   | CBS         | 2018. május 22.      | 2018. június 20.     | RTL II     |
|      | 5.   | 22           | 22           | 2017. november 2.    | 2018. május 10.   | CBS         | 2018. június 21.     | 2018. július 20.     | RTL II     |
|      | 6.   | 22           | 22           | 2018. szeptember 27. | 2019. május 9.    | CBS         | 2022. szeptember 15. | 2022. szeptember 15. | HBO Max    |
|      | 7.   | 20           | 20           | 2019. szeptember 26. | 2020. április 16. | CBS         | 2022. szeptember 15. | 2022. szeptember 15. | HBO Max    |
|      | 8.   | 18           | 18           | 2020. november 5.    | 2021. május 13.   | CBS         | 2022. szeptember 15. | 2022. szeptember 15. | HBO Max    |